# Payyanur
Payyanur ist eine Stadt und ein Taluk, eine Unterbezirk Verwaltungseinheit, im Distrikt Kannur in Kerala, Indien. Am 10. März 2018 weihte Keralas Ministerpräsident Pinarayi Vijayan Payyanur als fünften Taluk im Distrikt ein. Der Taluk Payyanur besteht aus 22 Dörfern, darunter 16, die vom Taliparamba-Taluk abgekoppelt sind, und sechs vom Taluk Kannur. Die Stadt liegt am Ufer des Flusses Perumba.

## Standort
Payyanur liegt 36 km nördlich der Distriktshauptstadt Kannur, 501 km von der Landeshauptstadt Thiruvananthapuram, 301 km nördlich von Ernakulam, 126 km nördlich von Kozhikode, 56 km südlich von Kasaragod und 112 km von Mangalore entfernt. Die Stadt liegt an drei Flüssen – dem Perumba, dem Punnakka (Payyanur) und dem Kavvayi (Thattar).

## Demografie
Nach der Volkszählung von 2011 hatte Payyanur eine Bevölkerung von 72.111, wobei 46 % der Bevölkerung Männer und 54 % Frauen waren. Payyanur hat eine durchschnittliche Alphabetisierungsrate von 94,08 %. Dies ist höher als der Landesdurchschnitt von 94,00 %. Die Alphabetisierungsrate der Männer beträgt 97,02 % und die der Frauen 91,60 %. In Payyanur sind 10 % der Bevölkerung unter 6 Jahren alt.

## Etymologie
Payyan ist eine Bezeichnung für die Hindu-Gottheit Kartikeya und ooru bedeutet Stadt oder Ort. So bedeutet Payyanur „Land des Herrn Kartikeya“, abgeleitet von der Präsenz des Sri Subramany Swamy-Tempels hier.
Während der Renaissance war Payyanur englischen Seeleuten als Delyn bekannt, benannt nach dem nahegelegenen Hügel Ezhimala.

## Geschichte
Payyanur ist einer von mehreren noch existierenden antiken zivilisierten Orten in Kerala. Die nördliche Stadt Keralas kann auf eine reiche dokumentierte Geschichte zurückblicken. Die archäologischen Überreste, die in Payyanur und nahe gelegenen Orten ausgegraben wurden, beweisen die Existenz einer Stadt in dieser Gegend vor Jahrhunderten.
Die früheste bekannte Erwähnung dieser Stadt findet sich im Brahmanda Purana, als Garga Muni den Pandavas während ihres Exils von diesem Ort erzählt.
Mehrere namhafte Reisende haben diese Gegend in ihren Schriften beschrieben. Ibn Battuta besuchte Ezhimala im Jahr 1342 und schrieb über den großen Seehafen und die hier vor Anker liegenden chinesischen Schiffe. Abul Fida im Jahr 1273, Marco Polo im Jahr 1293, der venezianische Entdecker Niccolò de’ Conti im 15. Jahrhundert und der portugiesische Gelehrte und Reisende Barbosa besuchten alle diesen Ort und gaben ausführliche Berichte über den Hafen von Ezhimala, der damals als „Heli“ bekannt war. Der Gelehrte und Autor Hermann Gundert und William Logan, der Malabar District Collector während der britischen Kolonialherrschaft, der das Malabar Manual schrieb, besuchten ebenfalls Payyanur und studierten das reiche Erbe der Gegend.
Vor Jahrhunderten war Payyanur Teil des Königreichs Ezhimala/Mushika/Kolathiri. König Nandan war als großer Krieger und Herrscher bekannt. Die während der Sangam-Zeit geschriebenen Bücher beschreiben das Gebiet und den König. Ezhimala stand auch unter der Herrschaft der Cheras. Ein berühmter Herrscher dort war Pazhassi Raja.
Payyanur Pattu, die Ballade, die irgendwann im 13. oder 14. Jahrhundert von einer unbekannten Person aus der Chettiar-Gemeinde geschrieben wurde, spielt hier.

### Entwicklung von Payyanur
In der Vergangenheit war die Stadt Kachil Patanam (heute Kavvayi) aufgrund der Nähe zu den Wasserstraßen durch den Kavvayi-Fluss und ihrem großen Seehafen die wichtigste Stadt. Sie war damals sowohl das Verwaltungs- als auch das Geschäftszentrum. Historikern zufolge legten Schiffe aus China und anderen Ländern in diesem Hafen an und ankerten im nahegelegenen Fluss Changoorichal. Kavvayi behielt seine Stellung auch während der Herrschaft der Britischen Ostindien-Kompanie. Sie gründeten das erste Amtsgericht und das erste Standesamt in Kavvayi.
Später wurde Kokkanisseri zum Stadtzentrum. Die Hauptstraße, die im Osten von Perumba ausgeht und im Westen zum alten Postamt und im Süden über Kunhimangalam Mana zum Regierungskrankenhaus im Norden führt, heißt Kokkanisseri. Der Süden dieser Stadt hieß Payyanur-Dorf und der Norden von Kokkanisseri heißt Moorikkovval-Dorf. Das Geschäftszentrum hieß Kokkanisseri-Basar. Später wurde der Name Payyanur geläufiger und so entstand die heutige entwickelte Stadt.
Während der Herrschaft der Kolathiri-Dynastie war Payyanur ein Teil von Kolathu Nadu, das von den Kolathiri Rajas mit Sitz in Chirakkal bei Kannur regiert wurde. Während der britischen Herrschaft galt Payyanur als „Farka“, was wiederum ein Teil des Chirakkal Taluk ist. Bis zur Gründung des Staates Kerala im Jahr 1957 blieb Payyanur im Malabar-Distrikt des Staates Madras.